# Luis Martínez-Simancas García
Luis Martínez-Simancas García (Córdoba, 23 de agosto de 1913-Madrid, 29 de septiembre de 1971) fue un químico y farmacéutico español. Desarrolló su trayectoria profesional entre la investigación y la docencia.

## Biografía
Hijo de Carmen García Pérez y del coronel de Infantería Julián Martínez-Simancas Ximénez, nació en el seno de una familia de fuerte tradición militar, pero esta característica no fue determinante para elegir su carrera profesional, a diferencia de sus hermanos el coronel de Caballería Víctor Martínez-Simancas García y el general de división Julián Martínez-Simancas García, por lo que decidió licenciarse en Ciencias Químicas y posteriormente en Farmacia, como había hecho su abuelo Víctor Martínez Jiménez. Soltero, dedicó su vida a sus hermanos y a su profesión.

## Guerra civil
Sus estudios le obligaron a separarse de su familia y a trasladarse a Madrid, donde recibió el apoyo de su tío materno el coronel de Infantería Antonio García Pérez, con el que protagoniza un hecho en el Madrid de los inicios de la guerra civil y que aparece reflejado por su propio tío en un artículo del diario Azul de Córdoba (España). Durante la guerra civil quiso evitar el servicio militar, por lo que fue detenido y encarcelado.
En 1939 hizo el servicio militar en Regulares y después comenzó a trabajar en el Laboratorio Español de Análisis de Tánger, momento que coincidió con el fallecimiento de su padre.

## Trayectoria profesional
En 1941, tras aprobar la oposición, fue nombrado Jefe de Sección de Análisis Químicos e Higiénicos en el Instituto Pasteur del protectorado español de  Marruecos.
Desde siempre se vio interesado por la docencia y en 1942 ejerció como profesor de Ciencias Naturales en la Escuela Politécnica de Tetuán y posteriormente, en 1944, después de un concurso-oposición, fue nombrado profesor de Física y Química de la Sección de Peritos Agrícolas. Su destacado trabajo en el protectorado de  Marruecos sería premiado en 1948 con la Encomienda de la Orden de la Mehdauia.
Entre 1951 y 1954 llevó a cabo su trabajo como investigador en el Laboratorio de Ensayos Industriales de la Inspección de Industrias de la Delegación de Economía en Marruecos. Toda esta actividad profesional se verá completada con la impartición de conferencias.
En 1966 se trasladó a Madrid y tomó posesión del cargo de Químico Farmacéutico en el Instituto Provincial de Sanidad, llevando a cabo su trabajo en la especialidad de laboratorio hasta su fallecimiento en 1971.